# Friedrich Runten
Friedrich Runten (* 6. September 1809 in Trier; † unbekannt) war ein preußischer Landrat im Kreis Wittlich.

## Leben
Der Katholik Friedrich Runten war der Sohn eines Kammerpräsidenten und Geheimen Justizrats. Zunächst Zivilsupernumerar (Registrator in der Zivilverwaltung), wird er 1846 als Kreissekretär in Wittlich genannt. Als solcher wird er in der Nachfolge von Anton Hisgen vom 6. Dezember 1849 bis zum 13. März 1850 und auch in der Nachfolge von Friedrich von Forstner vom 16. Juli 1855 bis zum November 1856 auftragsweise bis zur Besetzung mit einem neuen Landrat mit der Verwaltung des Kreises Wittlich betraut.